# Proagosternus niveus
Proagosternus niveus är en skalbaggsart som beskrevs av Blanchard 1851. Proagosternus niveus ingår i släktet Proagosternus och familjen Melolonthidae. Inga underarter finns listade i Catalogue of Life.